# Rosenborg (efternamn)
Rosenborg är ett efternamn som förekommer i de nordiska länderna. I Sverige har namnet burits av en numera utslocknad adelsätt. I Danmark bärs namnet af Rosenborg av tidigare prinsar, som genom borgerligt gifteförlorat sin kungliga värdighet, samt av familjer och efterkommande till dessa. Offentlig statistik tillgänglig i mars 2022 ger följande antal personer folkbokförda personer med namnen
- Rosenborg: Sverige 141,[1] Danmark 39,[2] Finland 22,[3] Norge 106.[4]
- af Rosenborg: Danmark 16[2]

## Personer med efternamnet Rosenborg eller af Rosenborg
- Anna Ehlin-Rosenborg (1892–1958), svensk företagsledare
- Ansgar Rosenborg (1893–1979), svensk finansexpert
- August Rosenborg (1808–1873), svensk urmakare och orgelbyggare
- Einar Rosenborg (1882–1960), svensk företagsledare och författare
- Emil Rosenborg (1889–1963), svensk chefredaktör
- Gunnar Rosenborg, flera personer
  - Gunnar Rosenborg (bankman) (1898–1990), svensk bankdirektör
  - Gunnar Rosenborg (industriman) (1923–2010), svensk företagsledare
- Ingolf af Rosenborg (född 1940), dansk greve, tidigare prins
- Johan Wilhelm Rosenborg (1823–1871), finländsk jurist
- Lars Rosenborg (1677–1722), svensk fortifikationsofficer